# Museo Martorell
El Museo Martorell es un edificio que presenta elementos historicistas y eclécticos y que está situado en el Parque de la Ciudadela, en la ciudad de Barcelona en España. El edificio, inaugurado en 1882, fue la primera sede del Museo de Ciencias Naturales de Barcelona, primeramente bajo el nombre de «Museo Martorell de Arqueología y Ciencias Naturales». También fue el primer edificio construido en Barcelona con la finalidad de ser un museo público. El Museo de Ciencias Naturales de Barcelona lo utilizó como museo de geología durante la mayor parte de su historia, de 1924 a 2010, y por eso se lo ha conocido durante años como «Museo de Geología» o «Museo Martorell de Geología». El Museo Martorell cerró sus puertas en 2010 para hacer reformas y finalmente reabrió el 18 de diciembre de 2023 como Centro Martorell de Exposiciones, acogiendo exposiciones temporales científicas.

## Edificio
El Museo Martorell se encuentra dentro del Parque de la Ciudadela, en el distrito de Ciutat Vella de Barcelona, entre el Umbráculo y el Invernadero. Se trata de un edificio exento construido por tres cuerpos rectangulares, siendo el central más corto que los dos laterales. Posee una superficie de 1.100 m² aproximadamente.
El cuerpo central, que corresponde con el vestíbulo, las oficinas y la biblioteca del museo, está compuesto por un pórtico con cuatro columnas dóricas de piedra de Montjuic que aguantan un entablamento con frontón triangular, que se apoya sobre cartelas. El tímpano está decorado con un relieve donde se puede apreciar el escudo de Barcelona en el centro con distintos elementos vegetales. En los dos lados del pórtico se encuentran dos lápidas adosadas que conmemoran la inauguración del museo y dos esculturas de Eduard B. Alentorn dedicadas a los naturalistas Jaume Salvador Pedrol y Félix de Azara.
Los cuerpos laterales son dos naves de forma alargada con una tejada de doble vertiente. Los muros están decorados con pilastras que se distribuyen siguiendo un ritmo regular; estos en vez de capitel tienen una palmeta de relieve y aguantan un friso liso. Entre las dos pilastras se abren unas ventanas rectangulares con un dintel aguantado por pilares con el capitel decorado con un relieve geométrico. El friso está decorado únicamente con pequeñas pilastras que son la continuación de las inferiores, decoradas con un relieve. Por encima se encuentra una cornisa donde se apoya un muro liso con la continuación de las pilastras coronadas con palmetas. El interior son espacios abiertos con uns paso elevado perimetral.
La fachada posterior es parecida a la principal pero el pórtico se substituye por cuatro pilastras, con una escalinata en el centro que da a una puerta, y el frontón triangular por una escalonera sin decoración.

## Historia
El 9 de noviembre de 1878 murió Francesc Martorell i Peña y legó al Ayuntamiento de Barcelona su colección de ciencias naturales i arqueología, conjuntamente con su biblioteca y recursos económicos para la construcción de un museo. El encargado de llevar a cabo este proyecto fue Antoni Rovira Trias, a pesar de que en 1874 ya existía un proyecto previo, de Josep Fontseré Mestre, que fue rechazado por el Ayuntamiento en un marco de conflicto entre Fontseré y los arquitectos titulares. El edificio fue amueblado entre 1882 y 1883. Las estatuas de la fachada son obra de Eduard Aletorn realizadas entre 1882 y 1887. Fue el primer edificio de Barcelona construido expresamente para ser un museo.
El 25 de septiembre de 1882 el museo fue inaugurado por el alcalde Rius i Taulet, inicialmente como museo de arqueología y ciencias naturales. En 1891 la colección arqueológica fue trasladadada a otro edificio y, a partir de 1924, paseó a ser un museo de geología exclusivamente, en cuanto la colección de zoología y botánica se colocó en el Castillo de los Tres Dragones. A lo largo de los años la colección de geología se ha ido incrementando con la adquisición y legado de nuevas piezas.
Entre los años 2010 y 2011 se hizo una reorganización de los espacios de ciencias naturales de Barcelona. El Museo Martorell pasó a ser la sede histórica del Museo de Ciencias Naturales de Barcelona y actualmente se encuentra temporalmente cerrado a causa de que se está trabajando en una nueva exposición permanente que se llamará "Una historia no tan natural: Los públicos y las ciencias naturales, de los gabinetes a los museos".

## Museo
El museo se creó gracias al legado de Francesc Martorell i Peña (1822-1878), con una consistente colección de ciencias naturales y arqueología y sus recursos económicos para construir el museo. Francesc Martorell murió el 9 de noviembre de 1878 y su legado fue leído en una sesión pública el 22 de noviembre de ese mismo año. El 17 de diciembre de 1878 el Ayuntamiento aceptó el compromiso de construir el edificio del museo, con un presupuesto de 160.337,58 pesetas. El edificio del museo, proyectado y construido entre 1878 y 1882, fue obra de Antoni Rovira i Trias.
El museo fue inaugurado el 25 de septiembre de 1882 por el alcalde Rius i Taulet, inicialmente como museo de arqueología y ciencias naturales, bajo el nombre de Museo Martorell de Arqueologia y Ciencias Naturales. Este museo fue la cuna de los museos de zoología, geología y botánica y el origen del Museo de Ciencias Naturales de Barcelona. El museo fue uno de los edificios que formó parte de la Exposición Universal de Barcelona de 1888 y formó parte de un programa que hizo que el Parque de la Ciudadela se convirtiera en un espacio dedicado a las ciencias naturales, impulsado por el Ayuntamiento de Barcelona y posteriormente por la Mancomunidad de Cataluña.
El primer director del museo fue el entomólogo Manuel Martorell Peña, que murió en 1890 y fue substituido por Artur Bofill Poch. A partir de 1891 el museo se dedicó exclusivamente a las ciencias naturales, por lo tanto las colecciones arqueológicas fueron trasladadas a otros edificios. Ese mismo año se adquirió la colección Baron de paleontología, que incorporaba 12.000 piezas de toda Europa. Antes de que terminara el siglo XIX ingresaron en el museo diferentes colecciones por donaciones, como las procedentes de la Exposición Universal de 1888, la de Sals de Cardona o las colecciones Antiga y Saura.
A inicios del siglo XX se inició la colección y exposición al aire libre de grandes bloques de rocas en el Parque de la Ciudadela, hecho que coincidió con la creación de la Junta de Ciencias Naturales del Ayuntamiento (1906). En esta junta estaban presentes Jaume Almera i Comas, Artur Bofill Poch y Norbert Font i Sagué.
A partir de 1924 el museo pasó a ser el Museo de Geología de la ciudad, custodiando exclusivamente las colecciones de geología. A partir de ese momento realizó nombrosas actividades relacionadas con la mineralogía, la paleontología, la petrologia y la geología en general.
El 11 de diciembre de 2003 se inauguró en el museo la exposición «El Museo Martorell, 125 años de ciencias naturales (1878-2003)». Con la reorganización realizada entre los años 2010 y 2011, el Museo Martorell pasó a ser la sede histórica del conjunto que agrupó el Museo de Ciencias Naturales de Barcelona.
En 2010 el Museo cierra sus puertas para preparar el traslado de las colecciones a la nueva sede del Museo de Ciencias Naturales de Barcelona situada en el Parque del Fórum. El museo se mantiene cerrado durante 13 años.
El 18 de diciembre de 2023 el Museo reabre, reformado, con el nombre de Centro Martorell de Exposiciones. Ahora este Museo se centra en ofrecer exposiciones temporales científicas sobre temáticas con fuerte impacto social relacionadas tanto con la crisis climática y la biodiversidad, como con la exploración de las fronteras actuales del conocimiento.

## Histórico de exposiciones temporales
| Fechas                               | Exposición                                                             | Argumento |
| ------------------------------------ | ---------------------------------------------------------------------- | --- |
| 18 de diciembre de 2023 - Actualidad | ¿Naturaleza o Cultura? Una visión desde el museo de ciencias naturales | A partir de un recorrido histórico local y global por los museos de historia natural, desde los gabinetes de curiosidades hasta los modernos museos de ciencias naturales, la exposición propone una reflexión sobre la relación de los seres humanos y la naturaleza.                                           |
| 18 de diciembre de 2023 - Actualidad | WOW. Animales de Museo                                                 | La exposición, en colaboración con el Parque de las Ciencias de Granada, presenta el gran trabajo del taxidermista y escultor Antonio Pérez, un referente internacional en esta disciplina. Se presentan seis escenas naturalizadas de animales mediterráneos y africanos que recrean comportamientos naturales. |